# 渭浜区
渭浜区（いひん-く）は中華人民共和国陝西省宝鶏市に位置する市轄区。

## 行政区画
- 街道:金陵街道、経二路街道、清姜街道、姜譚街道、橋南街道
- 鎮:馬営鎮、石鼓鎮、神農鎮、高家鎮、八魚鎮

## 交通

### 鉄道
- 中国国家鉄路集団
  - 西宝旅客専用線、宝蘭旅客専用線
    - 宝鶏南駅

  - 隴海線、宝成線、宝中線
    - 宝鶏駅

### 道路
- 高速道路
  -  連霍高速道路
  -  銀昆高速道路
  -  宝鶏過境高速道路
- 国道
  - G310国道（中国語版）